# Lubnów (Pokój)
Lubnów (deutsch Liebenau) ist eine Ortschaft in Oberschlesien. Lubnów liegt in der Gemeinde Pokój im Powiat Namysłowski in der polnischen Woiwodschaft Oppeln.

## Geographie

### Geographische Lage
Lubnów liegt im nordwestlichen Teil Oberschlesiens. Lubnów liegt etwa elf Kilometer nordöstlich vom Gemeindesitz Pokój, etwa 24 Kilometer südöstlich der Kreisstadt Namysłów und 41 Kilometer nördlich von der Woiwodschaftshauptstadt Oppeln.
Östlich des Dorfes erstrecken sich weitläufige Waldgebiete, die zum Landschaftsschutzpark Stobrawski gehören. Nördlich des Dorfes fließt der Stober (poln. Stobrawa). 

### Nachbarorte
Nachbarorte von Lubnów sind im Nordosten Kopalina (Kopaline), im Süden Domaradzka Kuźnia (Dammratschhammer) und im Westen Fałkowice (poln. Falkowitz).

## Geschichte
Das Dorf Liebenau wurde 1787 als Kolonie im Zuge der Friderizianischen Kolonisation gegründet. Die Siedler wurden vorwiegend für die Waldarbeit eingesetzt.
Nach der Neuorganisation der Provinz Schlesien gehörte die Landgemeinde Liebenau ab 1816 zum Landkreis Oppeln im Regierungsbezirk Oppeln. 1845 wird Lynow als polnischer Ortsname erwähnt. Im gleichen Jahr bestanden im Dorf 37 Häuser. 1845 lebten in Liebenau 307 Menschen, davon vier evangelisch und sechs jüdisch. 1874 wurde der Amtsbezirk Königlich Dombrowka gegründet, zu dem Liebenau eingegliedert wurde.
Bei der Volksabstimmung in Oberschlesien am 20. März 1921 stimmten in der Landgemeinde Liebenau 216 Wahlberechtigte für einen Verbleib bei Deutschland und 33 für Polen. Liebenau verblieb beim Deutschen Reich. 1933 lebten 514, 1939 wiederum 478 Menschen in Liebenau. Bis 1945 befand sich der Ort im Landkreis Oppeln.
1945 kam der bisher deutsche Ort Liebenau unter polnische Verwaltung und wurde in Lubnów umbenannt und der Woiwodschaft Schlesien angeschlossen. 1950 kam der Ort zur Woiwodschaft Oppeln. 1999 kam der Ort zum Powiat Namysłowski.

## Sehenswürdigkeiten
- Holzkapelle an der ul. Powstańców Śląskich aus dem 19. Jahrhundert – steht seit 1988 unter Denkmalschutz[7]